# ستيفانو تشيلوزي
ستيفانو تشيلوزي (بالألمانية: Stefano Celozzi)‏ (مواليد 2 نوفمبر 1988 في غونزبورغ - ألمانيا الغربية) لاعب كرة قدم ألماني يلعب حاليا لصالح نادي الدرجة الأولى شتوتغارت الألماني منذ 2009 في مركز قلب الدفاع .

## روابط خارجية
- ستيفانو تشيلوزي على موقع قاعدة بيانات كرة القدم.إي يو (الإنجليزية)
- ستيفانو تشيلوزي على موقع بيانات كرة القدم. دي إي (الألمانية)
- ستيفانو تشيلوزي على موقع Soccerway.com (الإنجليزية)
- ستيفانو تشيلوزي على موقع عالم كرة القدم.نت (الإنجليزية)
- ستيفانو تشيلوزي على موقع كووورة
- ستيفانو تشيلوزي على موقع AS.com (الإسبانية)